# DJ 4T4
DJ 4T4 (né le 26 mars 1973 à Bourg-Léopold, dans la Région flamande) est un disc jockey et producteur belge de musique électronique.

## Biographie
DJ 4T4, également connu sous le nom de King DJ, est le pseudonyme de Kristof Michiels (26 mars 1973, Bourg-Léopold). Il est actif en tant que DJ et producteur depuis 1987 et est souvent sollicité en tant que DJ de session. Au début des années 1990, il quitte sa ville natale de Hasselt pour s'installer à Gand afin d'y étudier le graphisme. Au cours de cette période, il devient plus actif dans le hip-hop et parcourt la Flandre en tant que DJ de soirée. Il est également régulièrement invité à jouer du scratch dans divers groupes et projets.
Son premier disque Do You Believe in Magick ? sort en 1996, sous le nom de Magik Ballet Ensemble. Le grand succès n'arrive qu'en 1998, lorsque « The Prophets of Finance » change de nom pour devenir 't Hof van Commerce, avec ses compagnons Serge Buyse et Flip Kowlier, qui est l'un des groupes pour lesquels DJ 4T4 scratchait,.

## Discographie
- 2004 : Ultrasonic 7 Makes You (S)we(a)t (avec Ultrasonic 7)
- 2006 : Fortification (sous 4T4)
- 2008 : Music from the Ultravault (sous 4T4)
- 2011 : Bare Walkin' (avec Ultrasonic 7)
- 2015 : Met voorbedachte rade (sous Meneer Michiels)
- 2018 : Klets (sous  Meneer Michiels)
- 2020 : Wereldburger (sous Meneer Michiels)
- 2022 : Union Escapade (sous 4T4)